# James Reynolds (ator)
James Reynolds (Oskaloosa, 10 de agosto de 1946) é um ator estadunidense. Ele é mais conhecido por interpretar o papel de Abe Carver em Days of our Lives, pelo qual ganhou o prêmio Emmy em 2018.

## Filmografia
- C.H.O.M.P.S. (1979)
- The Magic of Lassie (1978)
- Fun with Dick and Jane (1977)
- Mr. Majestyk (1974)
- Days of our Lives (1981–presente)
- Inhumanoids (1986)

## Prêmios e indicações
| Ano  | Prêmio             | Categoria                                  | Título            | Resultado | Ref.  |
| ---- | ------------------ | ------------------------------------------ | ----------------- | --------- | ----- |
| 1991 | Daytime Emmy Award | Melhor Ator em Série Dramática             | Generations       | Indicado  | [ 2 ] |
| 2002 | NAACP Image Award  | Melhor Ator em Série Dramática - Diurna    | Days of Our Lives | Indicado  |       |
| 2004 | Daytime Emmy Award | Melhor Ator em Série Dramática             | Days of Our Lives | Indicado  | [ 3 ] |
| 2004 | NAACP Image Award  | Melhor Ator em Série Dramática             | Days of Our Lives | Indicado  |       |
| 2007 | NAACP Image Award  | Melhor Ator em Série Dramática             | Days of our Lives | Indicado  |       |
| 2012 | NAACP Image Award  | Melhor Ator em Série Dramática             | Days of our Lives | Indicado  |       |
| 2013 | NAACP Image Award  | Melhor Ator em Série Dramática             | Days of our Lives | Indicado  |       |
| 2017 | Daytime Emmy Award | Melhor Ator Coadjuvante em Série Dramática | Days of our Lives | Indicado  | [ 4 ] |
| 2018 | Daytime Emmy Award | Melhor Ator em Série Dramática             | Days of our Lives | Venceu    | [ 5 ] |